# Alphonse Bossart
Alphonse Bossart OMI (* 20. Oktober 1888 in Bastogne, Belgien; † 3. März 1963) war ein belgischer römisch-katholischer Ordensgeistlicher und Apostolischer Vikar von Ipamu.

## Leben
Alphonse Bossart trat der Ordensgemeinschaft der Oblaten der Unbefleckten Jungfrau Maria bei und empfing am 10. August 1913 das Sakrament der Priesterweihe. Am 11. Juni 1937 bestellte ihn Papst Pius XI. zum ersten Apostolischen Präfekten von Ipamu.
Am 12. Februar 1948 wurde Alphonse Bossart infolge der Erhebung der Apostolischen Präfektur Ipamu zum Apostolischen Vikariat erster Apostolischer Vikar von Ipamu und Pius XII. ernannte ihn zum Titularbischof von Tigava. Der Apostolische Delegat in Belgisch-Kongo, Erzbischof Giovanni Battista Dellepiane, spendete ihm am 17. Mai desselben Jahres die Bischofsweihe; Mitkonsekratoren waren der Apostolische Vikar von Matadi, Alphonse Marie Van den Bosch CSsR, und der Apostolische Vikar von Kisantu, Alphonse Verwimp SJ.
Alphonse Bossart trat im Mai 1957 als Apostolischer Vikar von Ipamu zurück.